# きよしこ
『きよしこ』は、重松清による短編小説集。
新潮社より2002年11月に刊行された。いずれの作品も、吃音に悩んできた作者自身の少年期をモデルとした「きよし」が主人公を務める。
2021年3月に安田顕主演でテレビドラマ化された。

## 収録作品
全編とも『小説新潮』に掲載された。
- きよしこ（2001年1月号）
- 乗り換え案内（2001年11月号）
- どんぐりのココロ（2001年12月号）
- 北風ぴゅう太（2002年1月号）
- ゲルマ（2002年2月号）
- 交差点（2002年4月号）
- 東京（2002年5月号）

## テレビドラマ
2021年3月20日の21時00分 - 22時13分に、NHK総合テレビジョン『土曜ドラマ』で放送された。主演は安田顕。

### キャスト
重松清（白石清）
演 - 安田顕（小学校低学年時:鳥越壮真、小学校5年時:横山歩、17歳時:達磨)
中年の小説家。野村から、吃音の少年へ励ましの手紙を送ることを依頼され、自叙伝「きよしこ」を書き上げて送る。
物心ついた頃から吃音に悩み、カ行とタ行の発音が苦手だった（現在では克服している）。親の仕事の都合で転校を繰り返し、小学１年時は吃音が原因で自身の思いを伝えられなかったり転校先の友人らのイジメに遭い思い悩む。それらのストレスが爆発したクリスマスの晩、夢の中で「きよしこ」という少年に出会い励まされ、思いを伝える手段を教わる。小学５年時の転校先でも吃音を揶揄われて学校に馴染めず、放課後は神社でどんぐりのおっちゃんと遊ぶ日々を送るが、野球が得意なことが学校の友人に認められて遊ぶようになり、おっちゃんと疎遠になる。高校生時には地元の国立大学に通う和歌子と親しくなるが、清の言いたいことを先回りして手とり足とり通訳する彼女に違和感を感じるようになる。早稲田大学を受験する決意をし、彼女に別れを告げ東京へと踏み出す。
白石早織
演 - 西田尚美
清の妻。
明るくおおらかな性格で、清と二人きりの夫婦生活を楽しんでいる。
室井哲男
演 - 吹越満
清の元担当編集者で野村の先輩。
吃音の少年の母からの手紙を受け取った野村に相談され、アドバイスをする。
野村幹人
演 - 菊池風磨
清の担当編集者。
吃音の少年の母からの手紙に対して自叙伝で返事をした清に当初は疑問を持つも、出来上がった作品を読み感動する。
村田
演  -若林時英
17歳時の清の友人。
新井
演 - 奥智哉
17歳時の清の友人。
相原和歌子
演 - 福地桃子
17歳時の清と親しい地元の国立大学の教育学部の1年生。手話等のボランティアをしている。
清に思いを寄せ、言いたいことを察し先回りして通訳するが、実は間違っていることも多い。清は自身が通う国立大学を受験すると思い込み勉強を教えるなど面倒を見る。しかし、彼から早稲田大学志望を告げられ、支援者がいない東京では生活できないと決めつけて憤るも、最終的に認め、太宰府天満宮の合格守を渡す。
どんぐりのおっちゃん
演 - 千原せいじ
清が小学5年時に出会ったはぐれ者。神社にやって来る清と野球をしたり、木の実について教えたりする。
康子
演 - 伊藤麻実子
近藤医師
演 - 藤田宗久
白石大吉
演 - 田口主将
清の祖父。
白石照子
演 - 金沢きくこ
清の祖母。
白石曜子
演 - 貫地谷しほり
清の母。
清の機微にやや疎い面があるが、明るく優しい性格。
転勤族で借家や社宅生活が続いていることもあり、マイホームを持つことを夢見ている。地元国立大志望と思っていた清は早稲田大学志望を知り、不機嫌を示しつつ応援する。
白石賢一
演 - 眞島秀和
清の父。
仕事に忙しくて清と接する時間は少ないが、彼の気持ちを察し理解してくれる。
早稲田大学志望を打ち明けた清の話をじっくり聞いて強い決意を知り、彼の背中を押す。

### スタッフ
- 原作 - 重松清 『きよしこ』（新潮文庫刊）
- 脚本 - いとう菜のは
- 音楽 - 小山絵里奈
- 演出 - 狩山俊輔
- 制作統括 - 海辺潔（NHK）、三上絵里子（AX-ON）
- プロデューサー - 渡邉浩仁（AX-ON）

| NHK総合テレビジョン 土曜ドラマ                | NHK総合テレビジョン 土曜ドラマ | NHK総合テレビジョン 土曜ドラマ                                     |
| 前番組                                        | 番組名                         | 次番組                                                             |
| --------------------------------------------- | ------------------------------ | ------------------------------------------------------------------ |
| 六畳間のピアノマン （2021年2月6日 - 2月27日） | きよしこ （2021年3月20日）     | 今ここにある危機とぼくの好感度について （2021年4月24日 - 5月29日） |